# Copa Thetis
La Copa Thetis (En inglés Thetis Cup) es una competición de waterpolo para selecciones femeninas celebrada en diversas localidades de Grecia.

## Palmarés
| Año  | Primero        | Segundo        | Tercero        | Cuarto       |
| ---- | -------------- | -------------- | -------------- | ------------ |
| 2014 | Hungría        | Grecia         | Países Bajos   | China        |
| 2012 | Hungría        | Rusia          | Grecia         | Italia       |
| 2011 | Rusia          | Países Bajos   | Grecia         | Italia       |
| 2010 | Rusia          | Grecia         | Italia         | Países Bajos |
| 2008 | Rusia          | Hungría        | Australia      | Grecia       |
| 2007 | Rusia          | Australia      | Canadá         | Grecia       |
| 2004 | Grecia         | Estados Unidos | Rusia          | Italia       |
| 2003 | Australia      | Grecia         | Italia         | Rusia        |
| 2002 | Hungría        | Italia         | Estados Unidos | Canadá       |
| 2001 | Estados Unidos | Italia         | Canadá         | Rusia        |
| 2000 | Australia      | Estados Unidos | Hungría        | Canadá       |